# Der Großindustrielle
Der Großindustrielle er en tysk stumfilm fra 1923 af Fritz Kaufmann.

## Medvirkende
- Walter Brügmann som Harry W. Marton
- Maria Forescu
- Erich Kaiser-Titz som John Johnston
- Erna Morena
- Claire Rommer
- Kurt Vespermann